# O Silêncio da Chuva (filme)
O Silêncio da Chuva é um filme brasileiro de 2021, do gênero ação, dirigido por Daniel Filho. É uma adaptação cinematográfica do livro O Silêncio da Chuva, de Luiz Alfredo Garcia-Roza, publicado em 1996. Conta com Lázaro Ramos como protagonista e Thalita Carauta, Mayana Neiva, Otávio Muller, Guilherme Fontes e Cláudia Abreu nos demais personagens principais.

## Sinopse
O executivo Ricardo (Guilherme Fontes) é encontrado morto a tiros dentro de seu próprio carro, sem deixar nenhuma suspeita de quem cometeu o crime. O detive Espinosa (Lázaro Ramos) e a policial Daia (Thalita Carauta) são encarregados de investigar o caso e logo começam a buscar pistas entre as pessoas mais próximas da vítima. Entretanto, todos os envolvidos no caso começam a desaparecer misteriosamente e a situação começa a tomar caminhos inesperados.

## Elenco
| Ator/Atriz           | Personagem                      |
| -------------------- | ------------------------------- |
| Lázaro Ramos         | Inspetor Espinosa               |
| Cláudia Abreu        | Bia Torres Vasconcelos Carvalho |
| Guilherme Fontes     | Ricardo Carvalho                |
| Thalita Carauta      | Daia                            |
| Mayana Neiva         | Rose Silveira                   |
| Otávio Muller        | Aurélio                         |
| Anselmo Vasconcellos | Claudio Lucena                  |
| Bruno Gissoni        | Júlio Campos de Azevedo         |

## Produção
O filme é uma adaptação de Daniel Filho do romance policial O Silêncio da Chuva, escrito pelo autor carioca Luiz Alfredo Garcia-Roza e publicado em 1996. A história faz parte da série de livros Inspetor Espinosa Mysteries e já foi publicada em 9 países diferentes, incluindo França, Estados Unidos e Reino Unido. O roteiro do filme é de Lusa Silvestre, que já escreveu outros filmes, como o premiado Estômago, de 2008. As filmagens do longa começaram em novembro de 2018. O ator Lázaro Ramos foi escolhido para interpretar o Inspetor Espinosa, personagem esse que já havia sido interpretado por Domingos Montangner na série Romance Policial - Espinosa.

## Lançamento
O filme foi exibido pela primeira vez na Rússia, durante o BRICS Film Festival, em 7 de outubro de 2020. O Silêncio da Chuva também participou do 30° Cine Ceará, sendo o filme de encerramento do evento. Estreou comercialmente no Brasil em 23 de setembro de 2021, distribuído pela Elo Company.

## Recepção

### Crítica
No CinePOP, Janda Montenegro disse que o filme "é um suspense envolvente, com uma pitada de filme noir e possui todos os elementos que um bom romance policial precisa ter. Entretanto, há algumas cenas fortes que causam desconforto, incluindo a resolução da trama. Fica o alerta para os espectadores mais intolerantes à violência gráfica."
Em sua crítica para o Papo de Cinema, Bruno Carmelo disse que "O Silêncio da Chuva demanda boa vontade do espectador para acatar com um sem-número de concessões à lógica e ao bom senso. No entanto, constitui uma busca saudável pelo filme médio, capaz de agradar suficientemente críticos e público amplo. O mercado audiovisual brasileiro precisa preencher a lacuna entre as produções “de arte”, radicais em termos de linguagem, e as comédias com humoristas fazendo careta no pôster".

## Prêmios e indicações
No Festival de Cinema do BRICS, onde ocorreu a estreia mundial do filme, a atriz Thalita Carauta recebeu o prêmio de melhor atriz pelo júri por seu desempenho. Na 21ª cerimônia de entrega do prêmio Grande Otelo, promovida pela Academia Brasileira de Cinema, o filme assumiu a vice liderança no ranking de indicações, com 11 ao todo, incluindo nas categorias de melhor diretor para Daniel Filho, melhor roteiro adaptado para Lusa Silvestre e melhor atriz coadjuvante para Cláudia Abreu.
| Ano  | Associações                        | Categoria                                  | Recipiente(s)                              | Resultado | Ref.          |
| ---- | ---------------------------------- | ------------------------------------------ | ------------------------------------------ | --------- | ------------- |
| 2020 | Festival de Cinema do BRICS        | Melhor Atriz                               | Thalita Carauta                            | Venceu    | [ 10 ]        |
| 2022 | Festival Sesc Melhores Filmes      | Melhor Filme Nacional                      | O Silêncio da Chuva                        | Indicado  |               |
| 2022 | Festival Sesc Melhores Filmes      | Melhor Ator Nacional                       | Lázaro Ramos                               | Indicado  | [ 11 ]        |
| 2022 | Festival Sesc Melhores Filmes      | Melhor Ator Nacional                       | Otávio Müller                              | Indicado  | [ 11 ]        |
| 2022 | Festival Sesc Melhores Filmes      | Melhor Atriz Nacional                      | Cláudia Abreu                              | Indicado  | [ 12 ]        |
| 2022 | Festival Sesc Melhores Filmes      | Melhor Atriz Nacional                      | Mayana Neiva                               | Indicado  | [ 12 ]        |
| 2022 | Festival Sesc Melhores Filmes      | Melhor Atriz Nacional                      | Thalita Carauta                            | Indicado  | [ 12 ]        |
| 2022 | Prêmio ABRA de Roteiro             | Melhor Roteiro Adaptado de Filme de Ficção | Lusa Silvestre                             | Indicado  |               |
| 2022 | Grande Prêmio do Cinema Brasileiro | Melhor Direção                             | Daniel Filho                               | Venceu    | [ 14 ] [ 15 ] |
| 2022 | Grande Prêmio do Cinema Brasileiro | Melhor Atriz Coadjuvante                   | Cláudia Abreu                              | Indicado  | [ 14 ] [ 15 ] |
| 2022 | Grande Prêmio do Cinema Brasileiro | Melhor Roteiro Adaptado                    | Lusa Silvestre                             | Indicado  | [ 14 ] [ 15 ] |
| 2022 | Grande Prêmio do Cinema Brasileiro | Melhor Direção de Fotografia               | Felipe Reinheimer                          | Indicado  | [ 14 ] [ 15 ] |
| 2022 | Grande Prêmio do Cinema Brasileiro | Melhor Direção de Arte                     | Mário Monteiro                             | Indicado  | [ 14 ] [ 15 ] |
| 2022 | Grande Prêmio do Cinema Brasileiro | Melhor Figurino                            | Kika Lopes                                 | Indicado  | [ 14 ] [ 15 ] |
| 2022 | Grande Prêmio do Cinema Brasileiro | Melhor Maquiagem                           | Adriano Manques                            | Indicado  | [ 14 ] [ 15 ] |
| 2022 | Grande Prêmio do Cinema Brasileiro | Melhor Trilha Sonora                       | Berna Ceppas                               | Indicado  | [ 14 ] [ 15 ] |
| 2022 | Grande Prêmio do Cinema Brasileiro | Melhor Som                                 | Marcel Costa, Simone Petrillo e Paulo Gama | Indicado  | [ 14 ] [ 15 ] |
| 2022 | Grande Prêmio do Cinema Brasileiro | Melhor Montagem Ficção                     | Diana Vasconcellos                         | Indicado  | [ 14 ] [ 15 ] |
| 2022 | Grande Prêmio do Cinema Brasileiro | Melhor Efeito Visual                       | Hugo Bonadias                              | Indicado  | [ 14 ] [ 15 ] |